# Médée (Cherubini)
Médée (deutsch Medea) ist eine Opéra-comique in drei Akten von Luigi Cherubini. Die Uraufführung der französischen Erstfassung mit gesprochenen Dialogen fand am 13. März 1797 im Théâtre Feydeau in Paris statt. Eine gekürzte deutschsprachige Zweitfassung wurde erstmals am 6. November 1802 im Kärntnertortheater in Wien aufgeführt. 1855 ersetzte Franz Lachner die Dialoge durch Rezitative, die 1865 von Luigi Arditi ins Italienische übersetzt wurden. Größere Popularität erlangte das Werk ab 1953 durch Maria Callas’ Gestaltung der Titelpartie.

## Inhalt

### Vorgeschichte
Jason war mit den Argonauten nach Kolchis gefahren, um das Goldene Vlies zu rauben. Dies gelang ihm nur mit Hilfe der Zauberin Médée (Medea), die sich in ihn verliebt hatte. Die beiden heirateten, flohen gemeinsam nach Korinth und bekamen zwei Kinder. Einige Jahre später verliebte sich Jason in Dircé (Glauke, je nach Fassung auch Glauce oder Kreusa), die Tochter des korinthischen Königs Créon (Kreon), und verstieß Médée, um diese heiraten zu können. Die Kinder blieben bei Jason, um am Königshof erzogen zu werden.

### Kurzfassung
Zu Beginn der Oper steht die Hochzeit Jasons mit Dircé unmittelbar bevor. Plötzlich erscheint Médée und fordert Jason auf, zu ihr zurückzukehren. Da Jason dies ablehnt, sucht Médée nach Rache. Sie tötet Dircé durch ein vergiftetes Kleid und schließlich gar die eigenen Kinder.

### Erster Akt
Galerie im Palast von Créon
Szene 1. Dircés Freundinnen sind in Feierstimmung wegen ihrer bevorstehenden Hochzeit mit Jason. Dircé selbst jedoch kann sich nicht richtig freuen. Sie fürchtet eine Racheaktion Médées und wird von bösen Vorahnungen geplagt (Arie Dircé: „Hymen! viens dissiper une vaine frayeur“).
Szene 2. Créon versichert seinem zukünftigen Schwiegersohn Jason, dass er das Leben seiner Kinder schützen werde. Diese werden derzeit im Tempel erzogen und haben gelernt, die Mutter als böse Zauberin zu hassen.
Szene 3. Créon und Dircé lassen sich auf dem Thron nieder, um die Ehrenbezeugungen der Argonauten entgegenzunehmen (Chor: „Belle Dircé, l’invincible Jason“). Diese legen Dircé das Goldene Vlies und eine Nachbildung des Schiffes Argo zu Füßen. Das erinnert Dircé erneut an Jasons verstoßene Frau. Sie befürchtet, dass Médée Jason zurückfordern und mit ihrer Zauberkunst das Land verwüsten werde. Jason und Créon beruhigen sie. Der Chor preist die Hochzeits- und Liebesgötter Hymen und Amor, und Jason und Dircé stimmen in den Gesang ein.
Szene 4. Plötzlich meldet ein Hauptmann der Wache die Ankunft einer verschleierten Frau, die ihren Namen nicht nennen wolle. Créon lässt sie hereinführen.
Szene 5. Die geheimnisvolle Frau gibt sich den Anwesenden als Médée zu erkennen. Die Argonauten und das Volk suchen aus Furcht vor ihrer Zauberkraft das Weite. Dircé erleidet einen Schwächeanfall und muss von ihren Gefährtinnen gestützt werden.
Szene 6. Wie befürchtet fordert Médée Jason auf, zu ihr zurückzukehren. Von Créon verlangt sie, die Hochzeit seiner Tochter abzusagen. Sollte er sich weigern, werde er ihre Rache zu spüren bekommen. Créon lässt sich nicht einschüchtern, sondern antwortet mit Gegendrohungen. Er verlässt mit Dircé und ihren Damen den Raum.
Szene 7. Médée erinnert Jason an ihre frühere Liebe und die Opfer, die sie ihm zuliebe gebracht hatte. Sie fleht ihn auf den Knien an, Mitleid mit ihr als verlassener Mutter zu haben (Arie Médée: „Vous voyez de vos fils la mère infortunée“). Doch Jason lässt sich nicht erweichen. Als er ihren Wunsch, mit ihr aus Korinth zu fliehen, entschieden zurückweist, schwört sie Rache. Beide verwünschen das Goldene Vlies, das nun so viel Leid verursacht (Duett Médée/Jason: „Perfides ennemis, qui conspirez ma peine“ – „O fatale toison! O conquête funeste!“)

### Zweiter Akt
Auf einer Seite ein Flügel von Créons Palast, von dessen Ende ein Säulengang zum Tempel der Juno führt
Szene 1. Médée, die alleine die Treppe des Palasts herabsteigt, klagt über ihr Schicksal. Sie schwört Créon und seiner Tochter Rache: Dircé soll vor den Augen Jasons umkommen.
Szene 2. Médées Dienerin Néris eilt herbei und berichtet Médée, dass das Volk ihren Tod verlange und der Palast bereits umstellt sei. Sie drängt ihre Herrin zur sofortigen Flucht.
Szene 3. Créon erscheint mit seinen Wachen. Er teilt Médée mit, dass Jason ihn gebeten habe, ihr Leben zu verschonen. Doch Médée müsse nun schleunigst das Land verlassen, da er ihre dunkle Magie fürchte. Médée erinnert ihn an ihre eigenen Taten in Kolchis, ohne die Jason nicht mehr leben würde, und fleht Créon an, ihr Asyl zu gewähren, damit sie ihre Kinder wenigstens gelegentlich sehen könne – doch Créon bleibt unnachgiebig (Morceau d’ensemble: „Ah! du moins à Médée accordez un asyle“). Néris stimmt in Médées Flehen ein, und die Wachen beten, von Médées Rache verschont zu werden. Schließlich gestattet Créon ihr, noch einen weiteren Tag zu bleiben. Créon und die Wachen kehren in den Palast zurück. Médée folgt ihnen bis zum Tor und lässt sich schmerzerfüllt auf der Treppe nieder.
Szene 4. Néris nähert sich voller Mitgefühl ihrer Herrin. Sie verspricht, auf jeden Fall ihr Schicksal teilen zu wollen (Arie Néris: „Ah! nos peines seront communes“). Médée dagegen hat sich entschieden, den ihr verbleibenden Tag zu ihrer Rache zu nutzen.
Szene 5. Als Jason von Médée wissen will, warum sie noch bleiben will, fleht sie ihn an, ihr die Kinder zu überlassen. Dazu ist Jason unter keinen Umständen bereit. Da Médée jedoch erkennt, dass er die Kinder ehrlich liebt, gibt sie unter Tränen nach. In Gedanken an ihre gemeinsame Vergangenheit wird Jason unsicher über seine Gefühle. Er verspricht Médée, dass sie die Kinder bis zu ihrer Abreise sehen dürfe (Duett Médée/Jason: „Chers enfans, il faut donc que je vous abandonne!“). In diesem Moment kommen Priester aus dem Tempel, die im Auftrag des Königs ein Opfer darbringen sollen. Jason verabschiedet sich von Médée.
Szene 6. Nachdem Jason gegangen ist, schwört sich Médée, dass er ihre vorgetäuschten Tränen noch teuer bezahlen werde. Sie fordert Néris auf, Dircé als Hochzeitsgeschenk Schmuck und ein mit Gift getränktes Kleid zu überreichen.
Szene 6. Finale. Créon, Jason und Dircé betreten den Tempel mit ihrem Gefolge. Ein Teil des Volks wartet vor dem Portal. Médée lauscht von draußen den Gesängen der Hochzeitsfeier (Chor: „Fils de Bacchus“). Sie ruft den Hochzeitsgott Hymen an, zu ihrer Rache zu lächeln.

### Dritter Akt

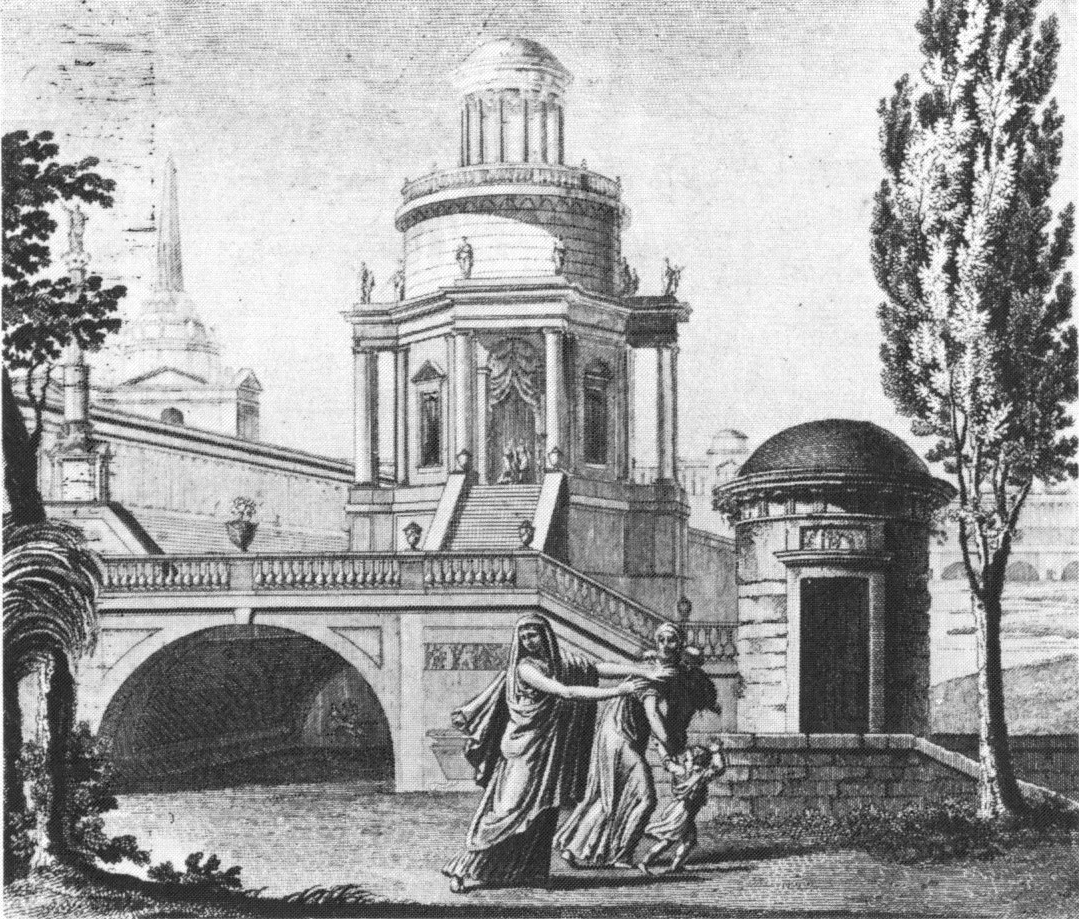
Dritter Akt, Paris 1797

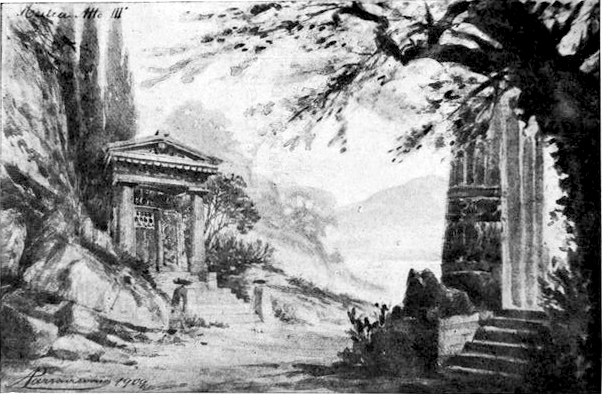
Dritter Akt, Mailand 1909

Auf einer Seite im Hintergrund ein Berg mit Felsen, Bäumen und einer Grotte, oben ein Tempel. Auf der anderen Seite ein Flügel von Créons Palast, Gärten und Gebäude
Szene 1. Düsterer Himmel, Donnergrollen, gelegentliche Blitze. Nach einem heftigen Gewitterschlag kommt Néris an der Seite des Königs mit den beiden Kindern Médées aus dem Tempel. Sie tragen die für Dircé bestimmte Krone und das Kleid und treten schweigend in den Palast. Das Gewitter setzt sich fort. Nach einer Weile steigt Médée langsam vom Gipfel des Bergs herab. Ihre Haare sind zerzaust, und sie trägt einen schwarzen Schleier und einen Dolch in der Hand. Vor dem Tempel angekommen, ruft sie die Götter der Unterwelt um Beistand an. Entschlossen, ihre eigenen Kinder zu töten, muss sie noch letzte Gewissensbisse überwinden.
Szene 2. Néris bringt die Kinder herbei. Médée nimmt sie an die Hand, ihr Dolch fällt zu Boden, und sie wird von Muttergefühlen überwältigt (Arie Médée: „Du trouble affreux qui me dévore“). Néris, die versuchen will, die Kinder zu retten, berichtet, dass Dircé ihre Geschenke angenommen habe und das Kleid bereits trage. Der Rache sei also genüge getan. Médée bittet sie, die Kinder in Sicherheit zu bringen. Néris führt sie in den Tempel und schließt die Tore.
Szene 3. Médée schwankt erneut zwischen Mutterliebe und dem Drang nach Rache (Arie Médée: „O Tisiphone! implacable déesse“). Sie nimmt ihren zu Boden gefallenen Dolch wieder an sich. In diesem Moment erklingen Schreckensrufe des Volks und Jasons aus dem Palast: Dircé ist durch das vergiftete Kleid ums Leben gekommen (Finale: „O crîme! O trahison! Déplorable princesse!“). Médée kommentiert voller Hass, Jason solle seine Klagen für seine Kinder aufbewahren. Sie eilt mit gezücktem Dolch in den Tempel.
Szene 4. Jason und die Korinther eilen panisch herbei. Während Jason nach seinen Kindern sucht, fordert das Volk den Tod Médées.
Szene 5. Néris stürzt aus dem Tempel und teilt Jason mit, dass Médée die Kinder töten wolle.
Szene 6. In diesem Moment öffnen sich die Tempeltore und Médée tritt mit dem blutigen Dolch heraus. Sie ist in Begleitung der drei Eumeniden, die sich auf der Treppe um sie gruppieren. Médée teilt ihm mit, dass sie durch das Blut der Kinder gerächt sei. Jason könne sich nun anstelle einer Mutter eine junge Frau suchen, doch werde er vor Reue keine Ruhe mehr finden. Sie selbst werde glücklich in die Unterwelt fahren und ihn am Ufer des Styx erwarten. Sie durchbohrt sich mit dem Dolch, die Eumeniden ergreifen sie, Feuer breitet sich um Tempel und Palast aus, und mit einem Donnerschlag stürzen der Berg und der Tempel zusammen. Die Oper endet mit den Entsetzensschreien des fliehenden Volks, als das ganze Theater in Flammen aufgeht (Chor: „Justes ciel! l’enfer se découvre à nos yeus!“).

## Gestaltung
Obwohl Cherubinis Médée in den ersten Ausgaben lediglich als „Opera“ bezeichnet ist und es keine komischen Elemente gibt, handelt es sich aufgrund der durch gesprochene Dialoge voneinander getrennten Musiknummern um eine Opéra-comique. Dramaturgisch orientiert sie sich eher an den Werken Glucks und der späten Opera seria. Oftmals werden übergreifende Szenen aus mehreren Nummern gebildet. Die „edle Einfachheit“ der Opern Glucks überragt Cherubinis Werk in seiner „düsteren Größe und Erhabenheit“ deutlich. Es ist ganz auf die Gestalt der Titelfigur zugeschnitten, die fast durchgängig auf der Bühne steht und deren zerrissene Gefühlswelt zwischen Liebe und Hass den Schwerpunkt bildet. Die äußere Handlung tritt demgegenüber in den Hintergrund.
Die musikalische Stimmführung wechselt ständig zwischen dramatischen, lyrischen und deklamatorischen Elementen. Der Chor nimmt aktiv an der Handlung teil. Das Orchester wird tonmalerisch eingesetzt, um die Gefühlslagen der Figuren zu charakterisieren. Es gibt Erinnerungsmotive wie ein klagendes Halbtonmotiv, das in jedem Akt an zentralen Stellen wiederkehrt. Weitere motivische Verknüpfungen verbinden die verschiedenen Musiknummern, um geschlossene Szenen zu bilden. Das Gewitter zu Beginn des dritten Akts stellt zugleich den inneren Konflikt Médées vor dem Mord an ihren Kindern dar.
Dircés Arie „Hymen! viens dissiper une vaine frayeur“ (erster Akt, Szene 1) wird von einer Soloflöte begleitet. Zu Néris’ Arie „Ah! nos peines seront communes“ (zweiter Akt, Szene 4) tritt ein Solofagott.
Unter den vielen Medea-Opern gilt Cherubinis Werk als die bedeutendste. Johannes Brahms beurteilte es folgendermaßen: „Diese Medea, das ist, was wir Musiker unter uns als das Höchste in dramatischer Musik anerkennen.“

### Instrumentation
Die Orchesterbesetzung der Oper enthält die folgenden Instrumente:
- Holzbläser: zwei Flöten (2. auch Piccolo), zwei Oboen, zwei Klarinetten, zwei Fagotte
- Blechbläser: vier Hörner
- Pauken
- Streicher
- Bühnenmusik: zwei Flöten, zwei Oboen, zwei Klarinetten, zwei Fagotte, zwei Hörner, drei Posaunen, Donnermaschine

## Werkgeschichte
Der Medea-Stoff wurde vor Cherubini bereits vielfach dramatisch bearbeitet. Grundlage für Cherubinis Oper sind die antike Tragödie Medea des Euripides und Pierre Corneilles Drama Médée von 1635. Das Libretto stammt von François-Benoît Hoffman. Inhaltlich beschränkt es sich auf die finale Katastrophe. Hoffman erhielt für sein Libretto einen Preis als „besten Operntext“.
Bei der Uraufführung am 13. März 1797 im Pariser Théâtre Feydeau sangen Julie-Angélique Scio-Legrand (Médée), Pierre Gaveaux (Jason), Alexis Dessaules (Créon), Rosine (Dircé) und Auvray (Néris). Die Produktion war kein Erfolg. Sie wurde nur 20 Mal gespielt, und es gab keine Wiederaufnahme.
Größere Verbreitung erreichte das Werk im deutschsprachigen Raum – zunächst am 17. Februar 1800 in einer Übersetzung von Karl Alexander Herklots in Berlin (Medea: Margarete Luise Schick).
Für eine Produktion in Wien, die erstmals am 6. November 1802 im Kärntnertortheater gegeben wurde, erstellte Cherubini selbst eine gekürzte Neufassung der Oper. Die deutsche Übersetzung des Librettos stammte von Georg Friedrich Treitschke. Die Titelrolle sang Anna Milder-Hauptmann.
1854 ersetzte Franz Lachner für eine Frankfurter Produktion des Folgejahres die gesprochenen Dialoge durch Rezitative im Stil Richard Wagners. Diese Fassung wurde in Deutschland viel gespielt, z. B. in Mainz 1865, Leipzig 1869, Karlsruhe 1871 (Dirigent: Hermann Levi), München 1872 (Medea: Therese Vogl, Jason: Heinrich Vogl), Berlin 1872, Wien 1880 (Dirigent: Hans Richter, Medea: Amalie Materna) und Gotha 1893. 1925 wurde in Erfurt eine weitere Überarbeitung von Hans Schüler und Heinrich Strobel gespielt, bei der wieder Dialoge zum Einsatz kamen. Keine dieser Fassungen führte zu einer dauerhaften Rezeption. Eduard Hanslick schrieb nach einer Aufführung in Wien 1880: „hoch gepriesen und lässig besucht, von allen bewundert, von wenigen geliebt, das ist jederzeit das Schicksal der Cherubinischen Medea gewesen“.
In London wurde die Oper erstmals am 6. Juni 1865 in italienischer Sprache im Her Majesty’s Theatre gespielt. Die musikalische Leitung hatte Luigi Arditi, von dem auch die verwendeten Rezitative stammten. Die Medea sang Therese Tietjens. Am 30. Dezember 1870 wurde die Produktion am Covent Garden wieder aufgenommen.
Am 30. Dezember 1909 wurde am Mailänder Teatro alla Scala mit mäßigem Erfolg eine italienische Fassung von Carlo Zangarini auf Basis der Rezitative Lachners aufgeführt (Medea: Ester Mazzoleni).

Kostümbilder, Mailand 1909
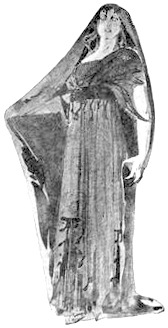
Medea
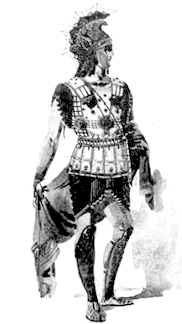
Giasone
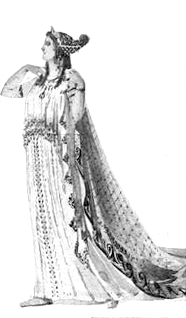
Glauce
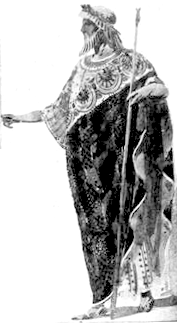
Il re di Corinto

Auf der Basis Zangarinis erstellten Vito Frazzi und Tullio Serafin für eine Produktion beim Maggio Musicale Fiorentino 1953 eine Fassung, die – mit Maria Callas in der Titelrolle – erst den eigentlichen Durchbruch für das Werk bedeutete. Die musikalische Leitung hatte Vittorio Gui, die Regie stammte von André Barsacq und die Ausstattung von Lucien Coutaud. In weiteren Rollen sangen Gabriella Tucci (Glauce), Fedora Barbieri (Neris), Carlos Guichandut (Giasone) und Mario Petri (Creonte). Callas’ Darstellung der Medea galt als „musikdramatische[n] Modellinterpretation des 20. Jahrhunderts“. Sie sang die Rolle anschließend auch 1953 in Mailand (Leitung: Leonard Bernstein, Regie: Margarethe Wallmann, Ausstattung: Salvatore Fiume, Sänger: Maria Luisa Nache, Fedora Barbieri, Gino Penno und Giuseppe Modesti), 1954 in Venedig, 1955 in Rom, 1958/59 in der Civic Opera Dallas (Leitung: Nicola Rescigno, Regie: Alexis Minotis, Ausstattung: Jannis Tsarukis, Sänger: Elisabeth Carron, Teresa Berganza, Jon Vickers und Nicola Zaccaria), 1959 in London, 1961 in Epidauros und 1961/62 erneut in Mailand.
Erst am 28. Juli 1984 wurde beim Buxton Festival wieder die ursprüngliche französische Fassung mit gesprochenen Dialogen aufgeführt – ebenso am 6. November 1998 am Covent Garden.
2013 wurden von amerikanischen Physikern an der Stanford University mit Hilfe von Röntgenstrahlung Teile der Arie Du trouble affreux qui me dévore wiederhergestellt, die der Komponist aufgrund von Kritik an der Länge der Oper mit Kohle geschwärzt haben soll.

## Aufnahmen
Médée ist vielfach auf Tonträger erschienen. Operadis nennt 35 Aufnahmen im Zeitraum von 1953 bis 2008. Daher werden im Folgenden nur die in Fachzeitschriften, Opernführern oder Ähnlichem besonders ausgezeichneten oder aus anderen Gründen nachvollziehbar erwähnenswerten Aufnahmen aufgeführt.
- 10. Dezember 1953 (Live-Aufnahme; italienisch; Gramophone: „don’t miss [...] the Bernstein set.“[14], The Guardian: „Medea was arguably Maria Callas's greatest achievement, and this version, taped at La Scala in 1953, is the finest“ [15]) Leonard Bernstein (Dirigent), Orchester und Chor des Teatro alla Scala Mailand. Maria Callas (Medea), Gino Penno (Giasone), Giuseppe Modesti (Creonte), Maria Luisa Nache (Glauce), Fedora Barbieri (Neris). Warner Classics 563879, EMI Classics 5 67909 2, Fonit Cetra CDE 3002
- September 1957 (Studio-Aufnahme; gekürzt; italienisch; Opernwelt-CD-Tipp: „künstlerisch wertvoll“[2]): Tullio Serafin (Dirigent), Orchester und Chor des Teatro alla Scala Mailand. Maria Callas (Medea), Mirto Picchi (Giasone), Giuseppe Modesti (Creonte), Renata Scotto (Glauce), Miriam Pirazzini (Neris). Dischi Ricordi CD: ACDOCL 201 (2 CD), Everest LP: S-437/3, EMI CD: 7 63625 2.[16]:2840
- September 2011 (Video; live aus Brüssel; französische Erstfassung; Gramophone-Bewertung: „Every aspect of this production is a triumph vindicating Cherubini’s forward-looking genius“[17]): Christophe Rousset (Dirigent), Krzysztof Warlikowski (Regie), Les Talens Lyriques. Nadja Michael (Médée), Kurt Streit (Jason), Vincent le Texier (Créon), Hendrickje van Kerckhove (Dircé), Christianne Stotijn (Néris). Bel Air Classiques BAC076 (DVD).[18]